# Ana da Áustria, Duquesa da Breslávia
Ana da Áustria (Viena ou Graz, 1275, 1278 ou 1280 – Breslávia ou Legnica, 19 de março de 1327) foi uma princesa austríaca. Ela foi marquesa de Brandemburgo-Salzwedel pelo seu primeiro casamento com Hermano de Brandemburgo-Salzwedel, e duquesa da Breslávia pelo seu segundo casamento com Henrique VI da Silésia.

## Família
Ana foi a primogênita do rei Alberto I da Germânia e de Isabel de Gorizia-Tirol.
Os seus avós paternos eram o rei Rodolfo I da Germânia, primeiro rei da Casa de Habsburgo, e sua primeira esposa, Gertrudes de Hohenberg. Os seus avós maternos eram Meinardo II, Duque da Caríntia e Isabel da Baviera, cujo primeiro marido foi o rei Conrado IV da Germânia.
Ela teve vários irmãos mais novos, entre eles: Inês, rainha da Hungria como esposa de André III da Hungria, o rei Rodolfo I da Boêmia, Isabel, esposa do duque Frederico IV da Lorena, Leopoldo I, Duque da Áustria, Catarina, esposa do duque Carlos da Calábria, o duque Alberto II da Áustria, o duque Otão I da Áustria, etc.

## Biografia
Em setembro ou outubro de 1295, Ana se casou com Hermano, na cidade de Graz. Ele era filho de Oto V de Brandemburgo-Salzwedel e de Judite de Henneberg-Coburgo. 

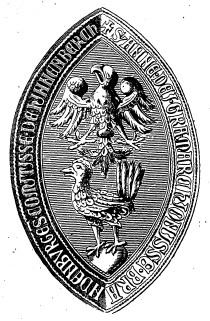
Selo de Ana como marquesa de Brandemburgo de 1298.

Ele se tornou marquesa com a ascensão do marido em 1298. A marquesa anterior tinha sido sua tia paterna, Edviges. O casamento durou até a morte de Hermano, no início de 1308. Juntos, eles tiveram quatro filhos, três meninas e um menino.
Pouco tempo depois, Ana se casou com o duque Henrique VI, em 1310, com a concessão da dispensa papal tendo sido apenas emitida em 28 de maio de 1322, em Avinhão. Henrique era filho de Henrique V da Silésia e de Isabel da Polônia. O casal teve três filhas.
A duquesa faleceu em 19 de março de 1327, com idade entre 47 a 52 anos, e foi enterrada na Igreja de Santa Clara, na Breslávia.

## Descendência
De seu primeiro casamento:
- Inês de Brandemburgo (1296/98 – 28 de novembro de 1334), herdeira da região de Altmark, hoje na Saxônia-Anhalt. Seu primeiro marido foi Valdemar de Brandemburgo-Stendal, e depois foi esposa do duque Otão de Brunsvique-Luneburgo;
- Matilde de Brandemburgo (1298/1300 – julho de 1325 ou 31 março de 1329), foi esposa do duque Henrique IV de Sagan, com quem teve cinco filhos;
- Judite de Brandemburgo (1298/1300 – 1 de fevereiro de 1353), herdeira de Coburgo. Foi esposa do conde Henrique VI de Henneberg, com quem teve três filhos;
- João V de Brandemburgo-Salzwedel (15 abril ou 16 de agosto 1302 – 24 de março de 1317), sucessor do pai. Foi casado com Catarina de Glogau, mas não deixou descendência.

De seu segundo casamento:
- Isabel da Breslávia (1311 – 20 de fevereiro de 1328), foi a primeira esposa do duque Conrado I de Oleśnica. Não teve filhos;
- Eufêmia da Breslávia (1312 – após 1384), foi esposa do duque Boleslau de Niemodlin (Falkemberg), com quem teve oito filhos;
- Margarida da Breslávia (1313 – 8 de março de 1378), foi freira e mais tarde abadessa de Santa Clara, na Breslávia.